# 穆天子伝
『穆天子伝』（ぼくてんしでん）は、周の穆王の伝記を中心とした全6巻からなる歴史書。『周王遊行』とも呼ばれる。穆王在位55年間の南征北戦（外征）について詳しい。その記録は穆王13-17年、崑崙山への9万里の西征で西王母と会い、帰還後は盛姫という美人に対する情愛についての記録で終わっている。『左伝』の歴史記述様式と違って、穆王を中心とした描写風の随筆になっている。

## 発見の経緯
『穆天子伝』は西晋時、魏の襄王の墓が汲郡の盗賊により盗掘された時に竹簡として発見された。この竹簡は『汲冢書』75篇として整理され、『穆天子伝』は5巻に纏められた（後、1巻が追加された）。

## 後世の評価
現代に伝わっている『穆天子伝』は作年・作者不詳で、記述には謎が多く一部で奇書とされている。
『穆天子伝』の存在は『隋書』経籍誌に「『穆天子伝』六卷『汲冢書』。郭璞注」と記載されており、さらに『隋書』の起居注で、晋の時代に発見された旨が説明されている。
16世紀、明で活躍した胡応麟は自著『三墳補逸』の中で「歴史というよりも、むしろ小説の元祖だ（小説濫觴）」と述べている。清代になって、檀萃が『穆天子伝註疏』、丁謙が『穆天子伝地理考証』、顧実が『穆天子伝西征講疏』など注釈書、研究書を書いている。
1994年、王貽樑、陳建敏が『穆天子伝匯校集釈』を書いている。2003年、歴史家の楊寛は「『穆天子伝』は中国西部の河宗氏が、周辺の少数民族の伝承を集めたものが元であり、後に魏国史官が整理したものである。内容は史実と伝説が混在している。そのため、西周時代の青銅器金文の研究において、一定の価値を持っている」と述べている。